# Tranzitul lui Mercur

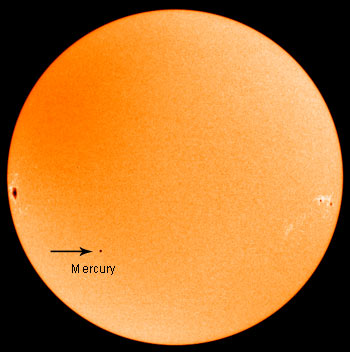
Tranzitul lui Mercur „Mercury”, din 8 noiembrie 2006.

Tranzitul lui Mercur se produce atunci când planeta Mercur se situează între Pământ și Soare. Ea este atunci vizibilă sub forma unui mic punct negru traversând prin fața discului solar.

## Tranziturile lui Mercur observate de pe Terra
Tranziturile lui Mercur văzute de pe Pământ sunt mult mai frecvente decât cele ale planetei Venus, cu o frecvență de circa 13 sau 14 pe secol, ca urmare a apropierii planetei de Soare, ceea ce implică o perioadă de revoluție mai scurtă decât cea a lui Venus. Tranziturile pot să se producă în luna mai, la intervale de 13 sau de 33 de ani, sau în luna noiembrie la fiecare 7, 13 sau 33 de ani. Ultimele tranzituri ale lui Mercur datează din 2003, 2006, 2016 și 11 noiembrie 2019. Următoarele se vor produce la 13 noiembrie 2032 și 7 noiembrie 2039.
În timpul tranzitului din mai, Mercur este aproape de afeliu și are un diametru unghiular de 12 secunde de arc, în timp la un tranzit din noiembrie, planeta este aproape de periheliu și atunci diametrul unghiular este de 10 secunde de arc.
Prima observație a unui tranzit al lui Mercur datează din 7 noiembrie 1631 și a fost efectuată de Pierre Gassendi. Acesta nu a reușit să observe, luna următoare, tranzitul lui Venus, întrucât tabelele astronomice imprecise nu indicau faptul că acel tranzit nu era vizibil pentru o mare parte din Europa. Acest tranzit al lui Mercur fusese prezis de Johannes Kepler, cu puțin timp înainte de moartea sa, pornind de la lucrările sale asupra orbitei eliptice ale planetelor, cu un ecart de doar 5 ore. A putut astfel să testeze validitatea legilor pe care le enunțase.

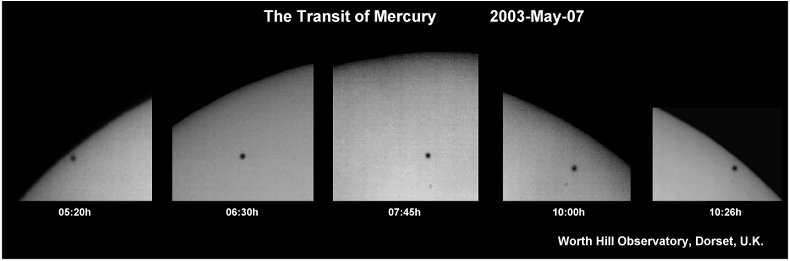
Fotografii ale tranzitului lui Mercur din 7 mai 2003.

## Tranzituri razante
Uneori Mercur doar pare că atinge Soarele în timpul tranzitului. Este posibil atunci ca tranzitul să fie total în anumite regiuni ale lumii, și doar parțial în altele; adică nu există un al doilea sau un al patrulea contact; acestea corespund momentului în care discul lui Mercur este în întregime, tangent „interior” discului solar (la începutul tranzitului), și la ieșire (sfârșitul tranzitului). Asemenea tranzituri sunt mult mai rare; ultimul s-a produs la 19 noiembrie 1999, iar precedentul la 28 octombrie 743. Următorul se va produce la 11 mai 2391.

## Tranzituri simultane
Tranziturile simultane ale planetelor Mercur și Venus sunt extrem de rare: următoarele se vor produce în anul 69.163 și în anul 224.508.
Tranzitul lui Mercur în același timp cu o eclipsă de Soare este și el un fenomen astronomic foarte rar; următoarea eclipsă de Soare care se va produce odată cu un tranzit al lui Mercur va fi la 5 iulie 6757, și va fi vizibilă din estul Siberiei, Pacificul de Sud, Noua Zeelandă și Țara de Foc.

## Tranzituri ale lui Mercur în secolele al XVII-lea - al XIX-lea, văzute de pe Terra
Acest tablou recapitulează tranziturile care au fost observate în secolele al XVII-lea - al XIX-lea.
| Tranzituri ale lui Mercur | Tranzituri ale lui Mercur | Tranzituri ale lui Mercur | Tranzituri ale lui Mercur | Tranzituri ale lui Mercur | Tranzituri ale lui Mercur |
| Data tranzitului          | Ora (UTC)                 | Ora (UTC)                 | Ora (UTC)                 | Note |                           |
| Data tranzitului          | Începutul                 | Mijlocul                  | Sfârșitul                 | Note |                           |
| ------------------------- | ------------------------- | ------------------------- | ------------------------- | --- | ------------------------- |
| 7 noiembrie 1631          |                           |                           |                           | Observat de Pierre Gassendi. |                           |
| 3 noiembrie 1651          |                           |                           |                           | Observat de Jeremy Shakerly în Surat, India; comunicat în scrisoare adresată lui Henry Osbourne, în ianuarie 1652. Shakerly a decedat în India în jurul anului 1655.                             |                           |
| 3 mai 1661                |                           |                           |                           | A avut loc în ziua încoronării Regelui Carol al II-lea al Angliei. Observat de Christiaan Huygens în Londra.                                                                                     |                           |
| 7 noiembrie 1677          |                           |                           |                           | Observat de Edmund Halley în St Helena, Richard Towneley în Lancashire, Jean Charles Gallet în Avignon; așa cum John Flamsteed i-a comunicat în scrisoare lui Johannes Hevelius, la 23 mai 1678. |                           |
| 5 noiembrie 1743          |                           |                           |                           | Observații științifice coordonate au fost organizate de către Joseph-Nicolas Delisle la nivel mondial.                                                                                           |                           |
| 6 mai 1753                |                           |                           |                           | |                           |
| 9 noiembrie 1769          |                           |                           | 23:09                     | Observat de Charles Green și James Cook de la Mercury Bay în Noua Zeelandă. S-a notat că Mercur avea atmosferă puțină sau chiar nu avea deloc atmosferă.                                         |                           |
| 9 noiembrie 1802          | 06:16                     | 08:58                     | 11:41                     | |                           |
| 12 noiembrie 1815         | 00:20                     | 02:33                     | 04:46                     | |                           |
| 5 noiembrie 1822          | 01:04                     | 02:25                     | 03:45                     | |                           |
| 5 mai 1832                | 09:04                     | 12:25                     | 15:47                     | |                           |
| 7 noiembrie 1835          | 17:35                     | 20:08                     | 22:41                     | |                           |
| 8 mai 1845                | 16:24                     | 19:37                     | 22:49                     | |                           |
| 9 noiembrie 1848          | 11:07                     | 13:48                     | 16:28                     | |                           |
| 12 noiembrie 1861         | 05:21                     | 07:19                     | 09:18                     | |                           |
| 5 noiembrie 1868          | 05:28                     | 07:14                     | 09:00                     | |                           |
| 6 mai 1878                | 15:16                     | 19:00                     | 22:44                     | |                           |
| 7 noiembrie 1881          | 22:19                     | 00:57                     | 03:36                     | |                           |
| 9 mai 1891                | 23:57                     | 02:22                     | 04:47                     | |                           |
| 10 mai 1894               | 15:58                     | 18:35                     | 21:11                     | |                           |

## Tranziturile lui Mercur văzute de pe Terra, în secolele al XX-lea, al XXI-lea și la începutul scolului al XXII-lea
Acest tablou pune în evidență tranziturile lui Mercur, care au avut sau vor avea loc, în secolele al XX-lea, în al XXI-lea și la începutul secolului al XXII-lea.
| Data              | Ora (UTC) | Ora (UTC) | Ora (UTC) | Note |
| Data              | Începutul | Mijlocul  | Sfârșitul | Note |
| ----------------- | --------- | --------- | --------- | --- |
| 14 noiembrie 1907 | 10:24     | 12:07     | 13:50     | |
| 7 noiembrie 1914  | 09:57     | 12:03     | 14:09     | |
| 8 mai 1924        | 21:44     | 01:41     | 05:38     | |
| 10 noiembrie 1927 | 03:02     | 05:46     | 08:29     | |
| 11 mai 1937       | 08:53     | 08:59     | 09:06     | Tranzit parțial vizibil în Africa de Sud, Arabia de Sud, Asia de Sud și în Australia de Vest. |
| 11 noiembrie 1940 | 20:49     | 23:21     | 01:53     | |
| 14 noiembrie 1953 | 15:37     | 16:54     | 18:11     | |
| 6 mai 1957        | 23:59     | 01:14     | 02:30     | |
| 7 noiembrie 1960  | 14:34     | 16:53     | 19:12     | Arhivat în 27 iunie 2006, la Wayback Machine. |
| 9 mai 1970        | 04:19     | 08:16     | 12:13     | Arhivat în 27 iunie 2006, la Wayback Machine. |
| 10 noiembrie 1973 | 07:47     | 10:32     | 13:17     | Arhivat în 27 iunie 2006, la Wayback Machine. |
| 13 noiembrie 1986 | 01:43     | 04:07     | 06:31     | Arhivat în 27 iunie 2006, la Wayback Machine. |
| 6 noiembrie 1993  | 03:06     | 03:57     | 04:47     | Arhivat în 27 iunie 2006, la Wayback Machine. |
| 15 noiembrie 1999 | 21:15     | 21:41     | 22:07     | Arhivat în 27 iunie 2006, la Wayback Machine. Tranzit parțial vizibil în Australia, Antarctica și în insula de Sud a Noii Zeelande. |
| 7 mai 2003        | 05:13     | 07:52     | 10:32     | Arhivat în 27 iunie 2006, la Wayback Machine. |
| 8 noiembrie 2006  | 19:12     | 21:41     | 00:10     | Arhivat în 31 decembrie 2005, la Wayback Machine. |
| 9 mai 2016        | 11:12     | 14:57     | 18:42     | Tranzit vizibil în totalitate din America de Sud, din estul Americii de Nord și din Europa Occidentală; tranzit parțial vizibil din tot restul lumii, inclusiv din România, cu excepția Australiei și a Asiei Orientale. |
| 11 noiembrie 2019 | 12:35     | 15:20     | 18:04     | Vizibil în totalitate din America de Sud și Centrală, precum și de pe coasta de Vest a Americii de Nord. Parțial vizibil în Europa, inclusiv de pe teritoriul României: la București, primul contact exterior a fost vizibil la ora 14:35:20 TLR (UTC+2), la Cluj-Napoca, la 14:35:22 TLR, la Iași la 14:35:21 TLR, iar la Timișoara la 14:35:23 TLR. Tranzitul Mercurului a putut fi urmărit, de pe teritoriul României, cam până la ora 17:15 TLR, oră la care s-a produs apusul Soarelui, văzut din cea mai de vest localitate a României. |
| 13 noiembrie 2032 | 06:41     | 08:54     | 11:07     | |
| 7 noiembrie 2039  | 07:17     | 08:46     | 10:15     | |
| 7 mai 2049        | 11:03     | 14:24     | 17:44     | |
| 9 noiembrie 2052  | 23:53     | 02:29     | 05:06     | |
| 10 mai 2062       | 18:16     | 21:36     | 00:57     | |
| 11 noiembrie 2065 | 17:24     | 20:06     | 22:48     | |
| 14 noiembrie 2078 | 11:42     | 13:41     | 15:39     | |
| 7 noiembrie 2085  | 11:42     | 13:34     | 15:26     | |
| 8 mai 2095        | 17:20     | 21:05     | 00:50     | |
| 10 noiembrie 2098 | 04:35     | 07:16     | 09:57     | |
| 11 mai 2108       | 01:40     | 04:16     | 06:52     | |
| 14 noiembrie 2111 |           |           |           | |

## Tranziturile lui Mercur văzute de pe alte planete

### Tranzituri văzute de pe Venus
Tranziturile lui Mercur văzute de pe Venus se produc destul de neregulat: uneori pot avea loc mai multe tranzituri pe deceniu, în timp ce alteori pot exista perioade lungi fără să se producă vreun tranzit. Frecvența tranziturilor lui Mercur de pe Venus rămâne, în mod global, un pic mai ridicată decât cea a tranziturilor văzute de pe Terra.
Desigur, nimeni nu a văzut niciodată un tranzit al lui Mercur de pe Venus. Și, de altfel, condițiile observării lor nu vor fi niciodată reunite, atât din cauza „ostilității” suprafeței venusiene cât și din cauza stratului gros și permanent de nori din atmosfera planetei.
Perioada sinodică a lui Mercur de pe Venus este de 144,5664 de zile; ea poate fi calculată simplu, cu formula 1/(1/P - 1/Q), unde P este perioada siderală a lui Mercur (87,969 35 de zile), iar Q este perioada siderală a lui Venus (224,700 96 de zile).
Înclinația orbitei lui Marte, în raport cu planul eclipticii lui Venus este de 4,33°, care este mai puțin decât înclinația de 7,00°, în raport cu ecliptica Pământului.
Tranzitul care s-a produs la 21 martie 1894 este deosebit de interesant în măsura în care erau două tranzituri simultane de pe Saturn: tranzitul lui Mercur (de pe Venus și Saturn) și tranzitul lui Venus (de pe Saturn).

### Tranzituri văzute de pe Marte
Tranziturile lui Mercur văzute de pe Marte sunt mult mai frecvente decât cele de pe Terra: s-au produs mai multe pe deceniu.
Roboții Spirit și Opportunity ar fi putut, în teorie, să observe tranzitul din 12 ianuarie 2005 (de la ora 11:45 UTC la 23:05 UTC), totuși singurele camere capabile să filmeze acest eveniment nu puteau să atingă o rezoluție suficientă. Ele reușiseră să observe tranziturile sateliților Deimos și Phobos prin fața Soarelui, dar cu un diametru unghiular de 2 minute de arc, Deimos este aproape de douăzeci mai mare decât Mercur, al cărui diametru unghiular este abia de 6,1 secunde de arc. Efemeridele generate de JPL Horizons indică faptul că robotul Opportunity ar fi fost în măsură să observe tranzitul de la început și până la apusul local al Soarelui (la cca 19:23 UTC pe Pământ), în timp ce al doilea robot, Spirit, ar fi putut să-l observe de la răsăritul local al Soarelui (la cca 19:38 UTC), până la capăt.
Perioada sinodică a lui Mercur de pe Marte este de 100,8888 de zile ; ea poate fi calculată cu formula 1/(1/P - 1/Q), unde P este perioada siderală a lui Mercur (87,969 35 de zile), iar Q este perioada siderală a lui Marte (686,960 10).
Înclinația orbitei lui Mercur, în raport cu planul eclipticii lui Marte, este de 5,16°, care este mai puțin decât înclinația de 7,00° în raport cu ecliptica Pământului.

### Tranzituri văzute de pe Jupiter
Ca și pentru Marte, tranziturile lui Mercur de pe Jupiter sunt mult mai frecvent decât cele de pe Terra. Se produc mai multe tranzituri într-un deceniu.
În loc să se observe un tranzit de pe suprafața lui Jupiter, ar fi posibil să se observe de pe unul din sateliții săi naturali. Bineînțeles că orele și condițiile în care tranzitul ar fi observat ar fi ușor diferite. Ultimul tranzit al lui Mercur vizibil de pe Jupiter s-a produs la 25 decembrie 2005.
Din cauza razei importante a lui Jupiter, paralaxa lui Mercur între centrul lui Jupiter și unul din polii săi este de vreo 20,5 secunde de arc, ceea ce este aproape de 16 ori diametrul unghiular aparent al lui Mercur (1,3 secundă de arc), sau în jur de 5,3% din diametrul unghiular al Soarelui (în jur de 6,5 minute de arc). În consecință, unele tranzituri „ratate” ar fi putut fi văzute ca tranzituri razante la polii lui Jupiter.
Perioada sinodică a lui Mercur de pe Jupiter este de este de 89,7913 zile; ea poate fi calculată simplu, cu formula 1/(1/P - 1/Q), unde P este perioada siderală a lui Mercur (87,969 35 de zile), iar Q este perioada siderală a lui Jupiter (4 335,354 50 de zile).
Înclinația orbitei lui Mercur în raport cu planul eclipticii lui Jupiter este de 6,29°, ceea ce este ușor mai puțin decât înclinația de 7,00° în raport cu ecliptica Pământului.

### Tranzituri văzute de pe Saturn
Tranziturile lui Mercur văzute de pe Saturn se produc „în grup” (mai multe tranzituri într-un an terestru); acestea apar cam la fiecare 30 de ani.
Ca și pentru Jupiter, tranziturile ar putea fi văzute mai ușor de pe unul din sateliții naturali ai lui Saturn decât de pe suprafața însăși a lui Saturn, în condiții ușor diferite. Ultimul tranzit al lui Mercur văzut de pe Saturn s-a produs la 30 decembrie 2011.
Perioada sinodică a lui Mercur de pe Saturn este de 88,695 de zile; ea poate fi calculată simplu, cu formula 1/(1/P - 1/Q), unde P este perioada siderală a lui Mercur (87,969 35 de zile), iar Q este perioada siderală a lui Saturn (10 757,736 50 de zile).
Înclinația orbitei lui Mercur în raport cu planul eclipticii lui Saturn este de 6,38°, ceea ce este ușor mai puțin decât înclinația de 7,00° în raport cu ecliptica Pământului.
Paralaxa lui Mercur între centrul lui Saturn și unul dintre polii săi este de vreo 9,1 secunde de arc, ceea ce este aproape de 12,5 ori diametrul unghiular aparent al lui Mercur (0,75 de secunde de arc), sau în jur de 4,3% din diametrul unghiular al Soarelui (aproximativ 3,5 minute de arc). În consecință, unele tranzituri „pierdute” ar putea fi văzute ca tranzituri razante la polii lui Saturn.
La 21 martie 1894, s-au produs două tranzituri simultane ale planetelor Mercur și Venus. La 8 decembrie 2056, se vor produce două tranzituri „pierdute” ale planetelor Mercur și Venus.

## Observarea tranzitului

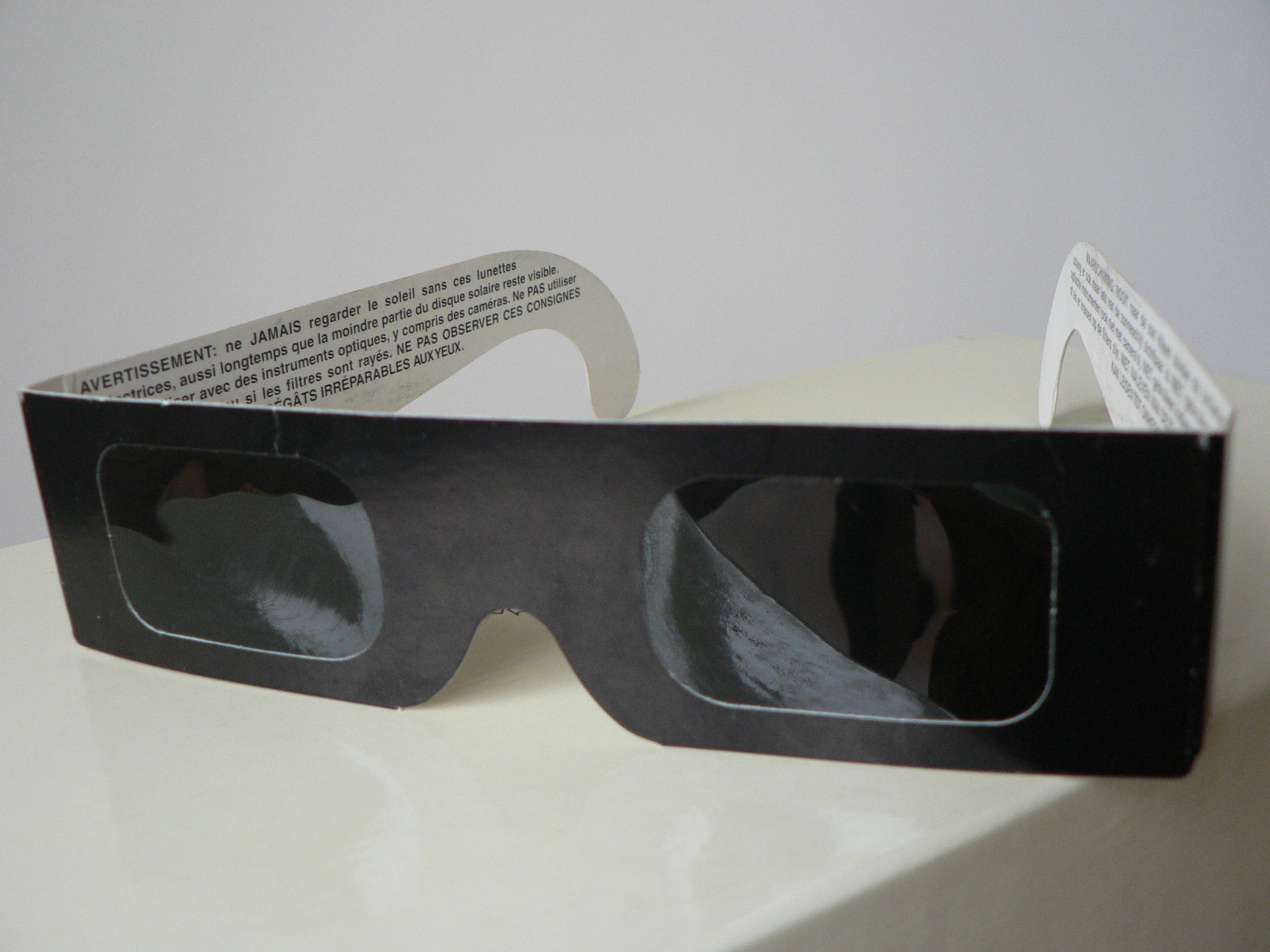
Ochelarii de eclipsă NU pot fi folosiți pentru observarea tranzitului.

Planeta Mercur apare ca un mic punct negru pe discul Soarelui, pe care îl traversează pe o traiectorie aproape dreaptă în decurs de câteva ore (în funcție de traiectorie). În mod normal tranzitul poate fi văzut și cu ochiul liber, dar pentru siguranță trebuie respectate aceleași reguli de protecție ca și în cazul tuturor eclipselor solare (filtre speciale). 

Atenție! Observarea discului solar fără protecție poate provoca retinei leziuni permanente sau chiar orbire.